# كومودور 16
كومودور 16 (بالإنجليزية: Commodore 16)‏، هي منصة حاسوب منزلية أنتجتها شركة كومودور إنترناشونال، أصدرت عام 1984، وبيعت المنصة حوالي 1,266,000 وحدة، وكانت أسعارها تبلغ نحو 99 دولار، وتحتوي على خرطوشة روم وشريط سمعي، أعلن عن توقف إصدار المنصة بعدها بعام بسبب الفشل الكبير لهذه المنصة. تنتمي سلاسل C16 وC116 إلى نفس عائلة Plus/4 المتطورة وهما متشابهان جدًا داخليًا(ص.24): 24  (على الرغم من أن ذاكرة الوصول العشوائي أقل - 16 كيلوبايت بدلاً من 64 كيلوبايت - ويفتقران إلى منفذ مستخدم Plus/4 وبرنامج ثلاثة زائد واحد). البرامج متوافقة بشكل عام بين الثلاثة بشرط أن يتناسب مع ذاكرة الوصول العشوائي الأصغر حجمًا في C16 ولا يستخدم منفذ المستخدم الموجود في Plus/4. خشي رئيس الكومودور جاك تراميل من أن تقوم شركة يابانية واحدة أو أكثر بتقديم جهاز كمبيوتر موجه للمستهلك مما يؤدي إلى تقويض الأسعار للجميع. على الرغم من أن الشركات اليابانية ستهيمن قريبًا على سوق أجهزة ألعاب الفيديو الأمريكية، إلا أن هيمنتها المخيفة على مجال الكمبيوتر المنزلي لم تتحقق أبدًا."History of the Commodore 264 series of microcomputers, with focus also on Hungary". The C16-Plus/4 retro page. مؤرشف من الأصل في 2023-11-09.</ref>

## تسويق
كانت منصة C16 بمثابة فشل كبير في الولايات المتحدة وتم إيقافه في غضون عام، لكنه تم بيعه بشكل جيد إلى حد معقول في أوروبا كجهاز ألعاب منخفض الجودة (تم إنتاج أكثر من 90٪ من جميع برامج C16 بواسطة مطورين أوروبيين) وفي المكسيك أيضًا. من المحتمل أن يكون فشل C16 في السوق الأمريكية بسبب نقص دعم البرامج، وعدم التوافق مع C64، وقلة الأهمية لشركة كومودور بعد انسحاب منافسيها من السوق. تم بيع إجمالي مليون سيارة من طراز Plus/4 وC16 وC116، ويمثل الطرازان الأخيران حوالي 60% من إجمالي حجمها. ابتداءً من عام 1986، تم بيع مخزونات C16 وC116 وPlus/4 المتبقية بسعر مخفض كثيرًا في سوق الكتلة الشرقية، وعلى رأسها المجر. لم تكن المجر تنتج أي أجهزة كمبيوتر منزلية في ذلك الوقت، وكانت النماذج السوفيتية والبلغارية باهظة الثمن للغاية بالنسبة لمعظم المجريين، بينما لم تكن نماذج ألمانيا الشرقية معروضة للبيع لأطراف خاصة، وكانت معظم النماذج الغربية غير متوفرة على الإطلاق. وهكذا كانت هذه الخطوة التي قام بها كومودور هي الفرصة الأولى للعديد من الأشخاص في المجر لامتلاك جهاز كمبيوتر على الإطلاق. لقد أنشأت قاعدة جماهيرية استمرت حتى التسعينيات وساهمت في العديد من المنافذ غير الرسمية لبرامج Commodore 64 الشهيرة.[بحاجة لمصدر]